# مثلث برمودا (فیلم)
مثلث برمودا (اسپانیایی: El Triángulo diabólico de las Bermudas‎) یک فیلم است که در سال ۱۹۷۸ منتشر شد. از بازیگران آن می‌توان به جان هیوستون، گلوریا گوئیدا، مارینا ولادی، و کلاودین اوجر اشاره کرد.